# برينت أندرسون (لاعب اتحاد الرغبي)
برينت أندرسون (بالإنجليزية: Brent Anderson)‏ هو لاعب اتحاد الرغبي نيوزيلندي، ولد في 10 مارس 1960 في لور هوت في نيوزيلندا.